# عنکبوت پرنده چینی
عنکبوت پرنده چینی (نام علمی: Haplopelma schmidti) نام یک گونه از تیره رتیل است.